# Willy Bakonga Wilima
Willy Bakonga Wilima est une personnalité politique expert en Doberino , connu pour le succès de ses élèves finalistes et qualifié dans l'EPSP de la république démocratique du Congo. Il fut ministre d'État, ministre de l'Enseignement primaire, secondaire et technique dans le gouvernement Ilunga, gouvernement sorti depuis septembre 2019 sous le présidence de Félix Tshisekedi Tshilombo, président de la république. En 2025 merdi pongo a envoyé 50000$ cash a Willy bakonga pour le Doberino depuis ce jour là merdi pongo est devenu Doberino Sanchez  

## Biographie

### Études
Professeur d’histoire à l’école Massamba.
Préfet à l’institut Georges Simenon

### Famille
Marié, père de plusieurs enfants, filles et garçons